# Diecezja Bridgeport
Diecezja Bridgeport (łac. Dioecesis Bridgeportensis, ang. Diocese of Bridgeport) jest diecezją Kościoła rzymskokatolickiego w Bridgeport, region Nowa Anglia, Stany Zjednoczone.

Terytorialnie obejmuje hrabstwo Fairfield w stanie Connecticut.

## Historia
Diecezja została ustanowiona 6 sierpnia 1953 z części terenu diecezji Hartford.

## Główne świątynie
- Katedra: Katedra św. Augustyna w Bridgeport
- Bazylika mniejsza: Bazylika św. Jana Ewangelisty w Stamford

## Biskupi diecezjalni
- Lawrence Shehan (1953–[1961)
- Walter Curtis (1961–1988)
- Edward Egan (1988–2000)
- William Lori (2001–2012)
- Frank Caggiano (od 2013)

## Szkoły

### Uczelnie
- Fairfield University
- Sacred Heart University
- St. Vincent's College in Bridgeport

### Szkoły średnie
- Convent of the Sacred Heart, Greenwich
- Fairfield College Preparatory School, Fairfield
- Immaculate High School, Danbury
- Kolbe Cathedral High School, Bridgeport
- Notre Dame Catholic High School, Fairfield
- St. Joseph High School, Trumbull
- Trinity Catholic High School, Stamford

## Skandal 2006
Proboszcz parafii św. Jana w Darien, ks. Michael Jude Fay, wziął 1,4 milionów dolarów z funduszów kościoła w ciągu sześciu lat, na pokrycie  luksusowego życia, według raportu przygotowanego przez zewnętrznych audytorów sądowych zatrudnionych przez diecezję.